# アトランティック・サウスイースト航空529便不時着事故
アトランティック・サウスイースト航空529便不時着事故（アトランティック サウスイーストこうくう529びんふじちゃくじこ）とは、1995年8月21日にアメリカ合衆国ジョージア州で発生した航空事故である。
飛行中にプロペラ機の左エンジンが爆発、不時着後の火災により死傷者が出た。

## 事故概要

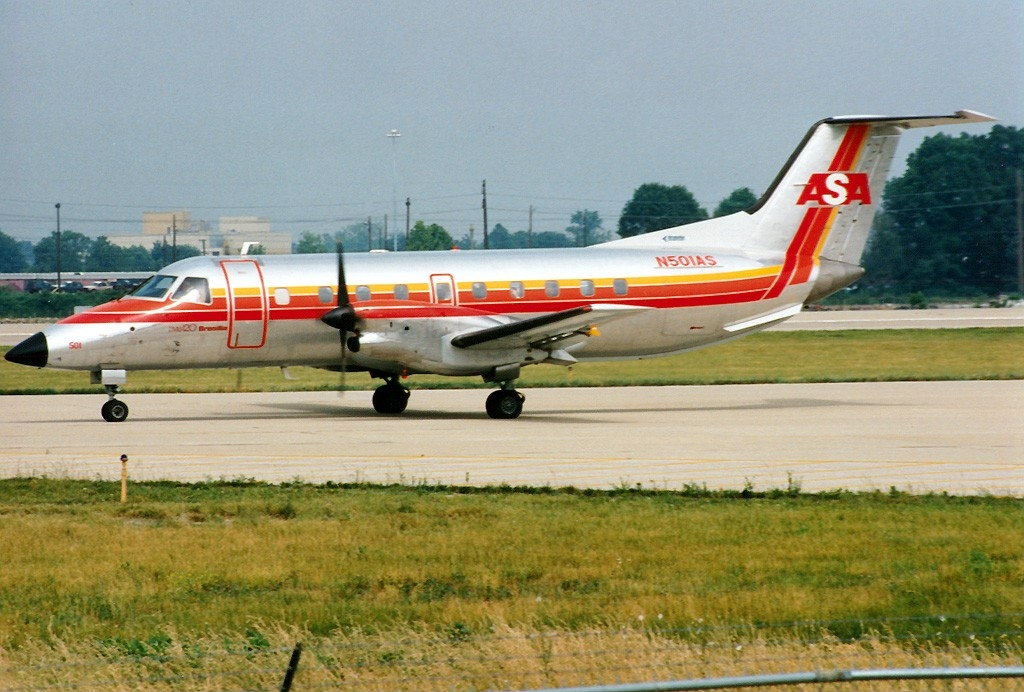
同型機のEMB 120

この日、ハーツフィールド・ジャクソン・アトランタ国際空港発ガルフポート・ビロキシ空港（ミシシッピ州）行きASA529便（運航機材：エンブラエル EMB 120、機体番号：N256AS）は、乗員3人、乗客26人の計29人を乗せ離陸した。離陸から約20分後に高度18,000フィート (5,500 m)まで上昇したところで衝撃と共に左エンジンが爆発した。機長らは近くの空港にダイバートしようとしたが、エンジンカウルの損傷による空気抵抗の増大により高度が下がり続け、空港にたどり着くことが出来ずに、ジョージア州西部の牧場に不時着した。
機体は木々に衝突しながら不時着し、着地時に左主翼が脱落して胴体部分は前後に分断した。不時着直後は、機長は頭を打って意識を失っていたものの、乗員乗客全員が生存していた。しかし漏れ出した燃料に引火し、火災となり機長と乗客4人が死亡した。事故発生から1か月の間に3人が死亡し、さらにその4か月後に1人が死亡し、最終的に9人が死亡して20人が重軽傷を負った。

## 事故原因
事故機はエンジン整備の際にプロペラ（Hamilton Standard製）内のウエイト交換を行っていたが、不適切な物が使用されたために、プロペラにひびが発生した。このひびは、飛行を繰り返すうちに金属疲労で拡大し、529便のフライト中に強度が限界に達しプロペラが折損、その破片によりエンジンも大破した。
通常、エンジンが停止した場合はプロペラをフェザリング（風とブレード面をほぼ平行にして固定すること）して空気抵抗を最小限にすることにより高度を維持できるが、プロペラ折損とともにエンジンカウルも大きく損傷したためフェザリングできず、高度を維持できなくなり不時着を余儀なくされた。

## 映像化
- メーデー!:航空機事故の真実と真相 第2シーズン第2話「A WOUNDED BIRD」